# Quiacaua
Quiacaua é um gênero de coleópteros da tribo Eburiini (Cerambycinae); com distribuição nos estados do Espírito Santo, Pará e Rio de Janeiro.

## Sistemática
- Ordem Coleoptera
  - Subordem Polyphaga
    - Infraordem Cucujiformia
      - Superfamília Chrysomeloidea
        - Família Cerambycidae
          - Subfamília Cerambycinae
            - Tribo Eburiini
              - Gênero Quiacaua (Martins, 1997)
                - Quiacaua abacta (Martins, 1981)
                - Quiacaua taguaiba (Martins, 1997)